# Hans Geissler
Hans Geissler (1 de Outubro de 1916) foi um comandante de U-Boot que serviu na Kriegsmarine durante a Segunda Guerra Mundial.

## Carreira militar
Hans Geissler iniciou a sua carreira militar na marinha alemã no ano de 1935, chegando ao comando de seu primeiro U-Boot no ano de 1942. Comissionou o U-440 no dia 24 de janeiro de 1942, permanecendo no comando deste até o dia 19 de maio de 1943 após ter realizado quatro patrulhas de guerra sem ter atacado nenhuma embarcação aliada.

### Primeira Patrulha de Guerra
Saiu em sua primeira patrulha de guerra a partir da base de Kiel no dia 1 de setembro de 1942, tendo sido mais cedo neste dia promovido para Kapitänleutnant. Juntou-se a operação Pfeil no dia 12 de setembro de 1942, operação esta que reuniu 11 U-Boots, mas ficou somente até o dia 14 de setembro. Retornou para a base de Kiel no dia 21 de setembro, terminando a sua primeira patrulha após ter permanecido 21 dias no mar.

### Segunda Patrulha de Guerra
Iniciou a sua segunda patrulha de guerra ao sair da base de Brest no dia 19 de outubro de 1942. Se juntou na operação Streitaxt, que contou com a participação de 10 U-Boots, e permaneceu até o dia 2 de novembro de 1942, quando esta operação foi dispersada. Dois dias depois participou da operação Delphin, que contou com a participação de nove U-Boots e durou dez dias, mas deixou a operação já no dia seguinte. Geissler retornou para a base de Brest no dia 13 de novembro de 1942 após ter permanecido no mar por 26 dias.

### Terceira Patrulha de Guerra
Geissler saiu em sua terceira patrulha de guerra a partir da base de Brest no dia 12 de dezembro de 1942. Participou da operação Spitz quanto esta foi formada no dia 22 de dezembro de 1942 e permaneceu até quando foi dispersada no dia 31 de dezembro do mesmo ano. A operação contou com a participação de 11 U-Boots, dentre os quais, o U-356 (comandante Günther Ruppelt) foi afundado. Retornou para a base de Brest no dia 26 de janeiro de 1943 após uma patrulha que durou 46 dias.

### Quarta Patrulha de Guerra
Saiu em sua quarta e última patrulha de guerra no dia 27 de fevereiro de 1943 a partir da base de Brest, indo em direção ao Atlântico Norte. No dia 6 de março participou da operação Neuland que já estava em andamento deste o dia 4 de março. A operação envolveu 22 U-Boots e foi responsável pelo afundamento de 5 navios (24 466 tons) e outros dois navios foram danificados (12 661 tons) sofrendo a perda do U-444 (Albert Langfeld). Geissler permaneceu na operação até o dia 13 de março quando a operação foi dispersada.
No dia seguinte teve inicio a operação Dränger, tendo participado desta operação um total de 11 U-Boots. A operação foi responsável pelo afundamento de 3 navios (20 718 tons), sendo dispersada no dia 20 de março de 1943. No dia 21 de março entrou na operação Seewolf que contou com a participação de 19 U-Boots, sendo dispersada no dia 29 de março de 1943.
Entrou para a base de St. Nazaire no dia 11 de abril de 1943, após ter permanecido em patrulha por 44 dias.

### Patentes
| Offiziersanwärter    | 5 de abril de 1935    |
| Fähnrich zur See     | 1 de julho de 1936    |
| Oberfähnrich zur See | 1 de janeiro de 1938  |
| Leutnant zur See     | 1 de abril de 1939    |
| Oberleutnant zur See | 1 de outubro de 1939  |
| Kapitänleutnant      | 1 de setembro de 1942 |

### Patrulhas
|       | U-Boot | Partida                 | Partida | Chegada                | Chegada       | Dias     |
| ----- | ------ | ----------------------- | ------- | ---------------------- | ------------- | -------- |
| 1     | U-440  | 1 de setembro de 1942   | Kiel    | 21 de setembro de 1942 | Brest         | 21 dias  |
| 2     | U-440  | 19 de outubro de 1942   | Brest   | 13 de novembro de 1942 | Brest         | 26 dias  |
| 3     | U-440  | 12 de dezembro de 1942  | Brest   | 26 de janeiro de 1943  | Brest         | 46 dias  |
| 4     | U-440  | 27 de fevereiro de 1943 | Brest   | 11 de abril de 1943    | Saint-Nazaire | 44 dias  |
| Total | Total  | Total                   | Total   | Total                  | Total         | 137 dias |

## Operações conjuntas de ataque
O comandante Hans Geissler participou das seguinte operações de ataque combinado durante a sua carreira militar:
- Rudeltaktik Pfeil[3] (12 de setembro de 1942 - 14 de setembro de 1942)
- Rudeltaktik Streitaxt[6] (29 de outubro de 1942 - 2 de novembro de 1942)
- Rudeltaktik Delphin[7] (4 de novembro de 1942 - 5 de novembro de 1942)
- Rudeltaktik Spitz[9] (22 de dezembro de 1942 - 31 de dezembro de 1942)
- Rudeltaktik Neuland[11] (6 de março de 1943 - 13 de março de 1943)
- Rudeltaktik Dränger[12] (14 de março de 1943 - 20 de março de 1943)
- Rudeltaktik Seewolf[13] (21 de março de 1943 - 29 de março de 1943)